# Grewia hispida
Grewia hispida är en malvaväxtart som beskrevs av William Henry Harvey. Grewia hispida ingår i släktet Grewia och familjen malvaväxter. Inga underarter finns listade i Catalogue of Life.